# Euphilomedes
Euphilomedes is een geslacht van kreeftachtigen uit de klasse van de Ostracoda (mosselkreeftjes).

## Soorten
- Euphilomedes africana (Klie, 1940) Poulsen, 1962
- Euphilomedes asper (G.W. Müller, 1894)
- Euphilomedes aspera (Mueller, 1894) Poulsen, 1962
- Euphilomedes biacutidens Xiang, Ye, Chen, Chen & Lin, 2017
- Euphilomedes carcharodonta (Smith, 1952) Poulsen, 1962
- Euphilomedes chupacabra Lum, Syme, Schwab & Oakley, 2008
- Euphilomedes climax Kornicker, 1991
- Euphilomedes cooki Harrison-Nelson & Kornicker, 2000
- Euphilomedes corrugata (Brady, 1897) Poulsen, 1962
- Euphilomedes debilis (Brady, 1902) Poulsen, 1962
- Euphilomedes ernyx Kornicker, 1995
- Euphilomedes ijimai (Kajiyama, 1912) Hiruta, 1976
- Euphilomedes interpuncta (Baird, 1850) Poulsen, 1962
- Euphilomedes japonicus (Mueller, 1890) Poulsen, 1962
- Euphilomedes kornickeri Hartmann, 1974
- Euphilomedes longiseta (Juday, 1907) Poulsen, 1962
- Euphilomedes morini Kornicker & Harrison-Nelson, 1997
- Euphilomedes moroides (Brady, 1890) Poulsen, 1962
- Euphilomedes nipponicus Hiruta, 1976
- Euphilomedes nodosus Poulsen, 1962
- Euphilomedes producta Poulsen, 1962
- Euphilomedes pseudosordidus Chavtur, Shornikov, Lee & Huh, 2007
- Euphilomedes sinister Kornicker, 1974
- Euphilomedes sordida (Mueller, 1890) Poulsen, 1962
- Euphilomedes tasmanicus Karanovic, 2010

Niet geaccepteerde soorten:
- Euphilomedes agilis (Thomson, 1879) geaccepteerd als Pleoschisma agilis (Thomson, 1879) Kornicker, 1981
- Euphilomedes arostrata Kornicker, 1967 geaccepteerd als Zeugophilomedes arostrata (Kornicker, 1967)
- Euphilomedes ferox Poulsen, 1962 geaccepteerd als Pleoschisma ferox (Poulsen, 1962) Kornicker, 1981
- Euphilomedes grafi (Hartmann, 1964) geaccepteerd als Zeugophilomedes grafi (Hartmann, 1964)
- Euphilomedes japonica (Mueller, 1890) Poulsen, 1962 geaccepteerd als Euphilomedes japonicus (Mueller, 1890) Poulsen, 1962
- Euphilomedes multichelata (Kornicker, 1958) Kornicker, 1967 geaccepteerd als Zeugophilomedes multichelata (Kornicker, 1958)
- Euphilomedes oblong (Juday, 1907) Poulsen, 1962 geaccepteerd als Zeugophilomedes oblonga (Juday, 1907)
- Euphilomedes paucichelata (Kornicker, 1958) geaccepteerd als Harbansus paucichelatus (Kornicker, 1958)
- Euphilomedes polae (Graf, 1931) geaccepteerd als Zeugophilomedes polae (Graf, 1931)
- Euphilomedes rhabdion Kornicker, 1970 geaccepteerd als Harbansus rhabdion (Kornicker, 1970)
- Euphilomedes schornikovi Kornicker & Caraion, 1977 geaccepteerd als Harbansus schornikovi (Kornicker & Caraion, 1977)
- Euphilomedes sordidus (Müller, 1890) geaccepteerd als Euphilomedes sordida (Mueller, 1890)